# Українська мова в Росії

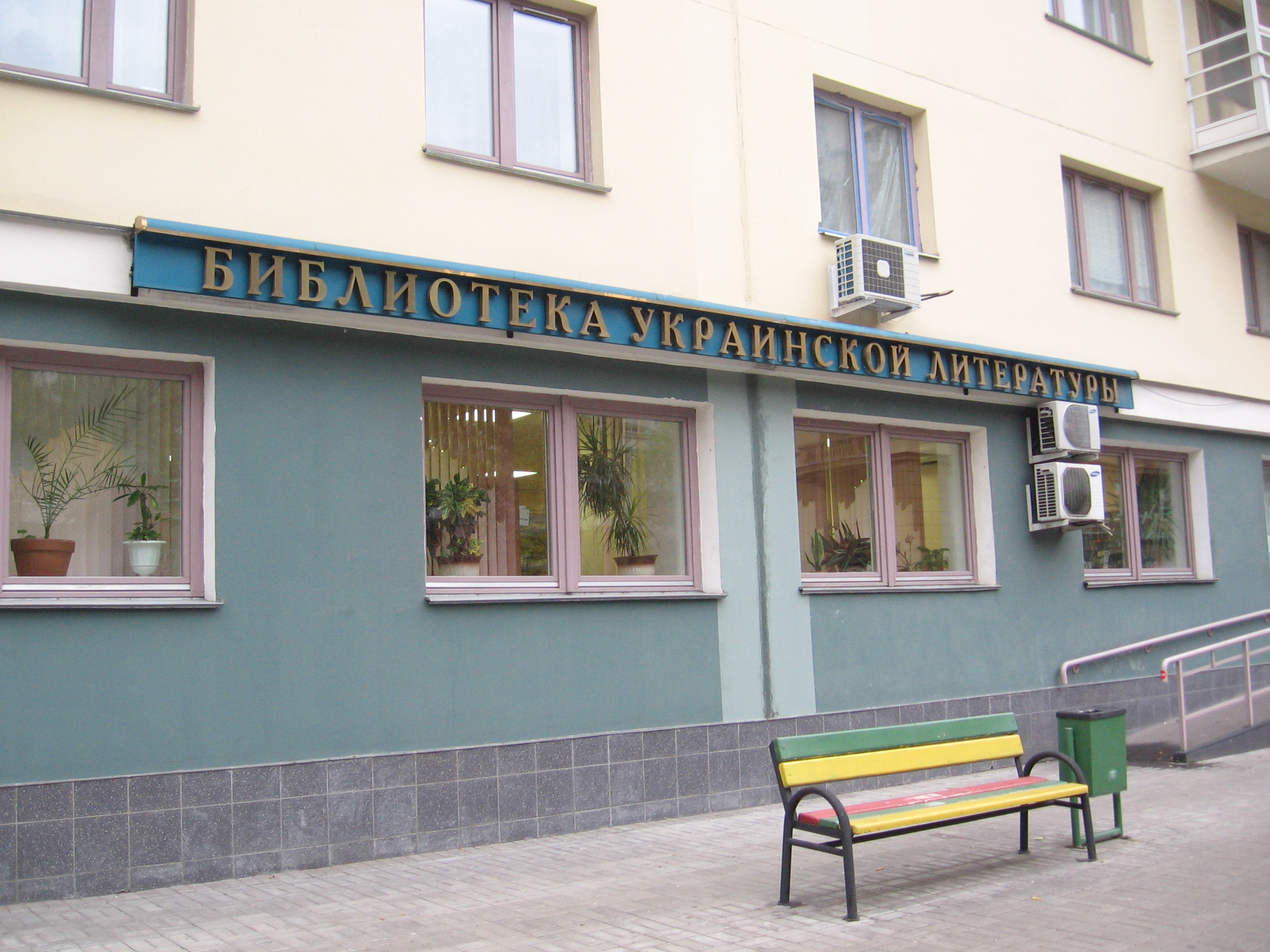
Бібліотека української літератури в Москві

Українська мова в Росії (рос. Украинский язык в России) — одна з найпоширеніших мов Російської Федерації — сьоме місце за кількістю носіїв у Росії (1,1 млн чол. (незалежно від не/рідної мови) або 0,82 % від населення країни за переписом 2010 року; в 2002 році - четверте місце при 1815210 володіли, або 1,25%).
У РФ існувала одна бібліотека української літератури в Москві, засновником якої був Юрій Кононенко. Бібліотека української літератури в Москві (БУЛ) — державна установа культури, історичний наступник колишньої Центральної української бібліотеки Москви (1918-1938). Бібліотека була знову зачинена у 2018 році.
Українська мова історично поширена на прикордонних з Україною територіях Росії: її східнополіський говір на Стародубщині (південно-західна частина Брянської області), слобожанський говір на Східній Слобожанщині  (західна частина Курської області, південна частина Білгородської центральна частина Воронезької області) та степовий говір на Кубані (більша частина Краснодарського краю, окремі райони на півдні Ростовської області).
Українську мову на Кубані місцеві називають «балачкою». На офіційному рівні вона, як і інші поширені в Росії українські діалекти, визнана діалектом російської мови.
Згідно із заявою МЗС РФ у 2009 році, «у Російській Федерації немає шкіл, де вся навчальна програма викладається українською мовою».
З 2014 року в ході російсько-української війни, Росія проводить політику насильницької русифікації та викорінення української мови на захоплених нею територіях України. Цій політиці також піддаються депортовані в Росію українські діти.
У 2022 році радіостанцію «Ехо Москви» було оштрафовано на 30 тисяч рублів за використання української мови в передачі «Що там у них».

## Спроба українізації (1923-1932 роки)
У рамках політики коренізації на територіях РРФСР, населених українцями, радянська влада до кінця 1932 року проводила українізацію: в діловодство вводилася українська мова, була створена система освітніх установ з викладанням українською мовою, готувалися українські кадри. Українці в РРФСР отримали свої автономні утворення. До 1 грудня 1933 року в РРФСР було 50 українських національних районів. Завершити українізацію до кінця 1932 року вдалося далеко не у всіх місцевостях, де українці становили більшість населення.
По всій території РРФСР (на відміну від інших союзних республік) українізація була швидко згорнута на підставі спільної директиви ЦК ВКП(б) та РНК СРСР від 15 грудня 1932. Виконання директиви на місцях провели швидко і за кілька тижнів перейшли від українізації до русифікації. Вже 28 грудня 1932 бюро обкому ВКП(б) Центрально-Чорноземної області на виконання спільної директиви ЦК ВКП(б) та РНК СРСР від 15 грудня 1932 року прийняв наступні рішення:
- З 1 січня 1933 року припинити викладання української мови у всіх школах І та ІІ ступенів (крім сьомих груп випуску поточного навчального року);
- З 1 січня 1933 р. скасувати всі курси з підготовки вчителів української мови;
- Замінити у всіх навчальних планах викладання української мови та літератури на викладання російської мови та літератури;
- З 15 січня 1933 року припинити викладання української мови у педагогічних технікумах (крім третіх курсів);
- Ліквідувати Борисівський та Волоконовський українські педагогічні технікуми;
- Припинити викладання української мови у Білгородському педагогічному інституті;
- Скасувати курси з навчання української мови для технічного складу сільрад.

26 грудня 1932 року вийшло розпорядження № 59 по Центрально-Чорноземній області, яке ліквідувало українізацію у судочинстві. Цей документ наказував:
- Перекласти все діловодство у судах та прокуратурі російською мовою;
- Негайно припинити листування українською мовою;
- Припинити виплачувати працівникам-українцям будь-які надбавки за роботу українською мовою;
- Ліквідувати українську касаційну групу обласного суду.

Таким чином, в українських районах РРФСР незавершена українізація була змінена русифікацією.

### Володіння мовами
- 1 400 576 українців володіють іншими (крім російської) мовами (47,59 %), у тому числі 1 267 207 українців володіють українською мовою (за переписом 2002 року):

| N  | мова                 | Кількість 2002 | Уд. вага (%) |
| -- | -------------------- | -------------- | ------------ |
| 1  | російська мова       | 2935845        | 99,76        |
| 2  | Українська мова      | 1267207        | 43,06        |
| 3  | Німецька мова        | 70929          | 2,41         |
| 4  | Польська мова        | 18164          | 0,62         |
| 5  | білоруська мова      | 9510           | 0,32         |
| 6  | Молдавська мова      | 9399           | 0,32         |
| 7  | татарська мова       | 3688           | 0,13         |
| 8  | казахська мова       | 3547           | 0,12         |
| 9  | Узбецька мова        | 2320           | 0,08         |
| 10 | Грузинська мова      | 1927           | 0,07         |
| 11 | Вірменська мова      | 1413           | 0,05         |
| 12 | литовська мова       | 1044           | 0,04         |
| 13 | азербайджанська мова | 954            | 0,03         |
| 14 | комі мова            | 954            | 0,03         |
| 15 | мордовські мови      | 899            | 0,03         |
|    | інший                | 8621           | 0,29         |
|    | Всього               | 2942961        | 100,00       |

У 2010 році

### Освіта
Рівень освіти серед українців Російської Федерації старше 15 років (2002):
| N  | освіта                | кількість | Уд. вага (%) |
| -- | --------------------- | --------- | ------------ |
| 1  | початкове загальне    | 209768    | 7,13         |
| 2  | основне загальне      | 291830    | 9,92         |
| 3  | середня загальна      | 421032    | 14,31        |
| 4  | початкове професійне  | 345852    | 11,75        |
| 5  | середня професійна    | 855426    | 29,07        |
| 6  | неповна вища          | 67665     | 2,30         |
| 7  | повна вища            | 543477    | 18,47        |
| 8  | післявузівська вища   | 11845     | 0,40         |
| 9  | без початкової освіти | 23388     | 0,79         |
| 10 | не вказали            | 5815      | 0,20         |
|    | Усього                | 2942961   | 100,00       |

## Структура української мови
Всього на території Російської Федерації володіють українською мовою - 1 815 210 чол. (1,25 %, за переписом 2002 р.) — за цим показником українська мова займає четверте місце в державі після російської, татарської та німецької. У 2010 р. українська мова за кількістю володіючих перемістилася на сьоме місце з показником 1 129 838 (0,79 % від населення Росії).

### Носії мови серед народів Росії
| N  | Національність | Кількість 2002 | Уд. вага (%) |
| -- | -------------- | -------------- | ------------ |
| 1  | Українці       | 1267207        | 69,81        |
| 2  | Росіяни        | 483715         | 26,65        |
| 3  | Білоруси       | 14412          | 0,79         |
| 4  | Татари         | 4809           | 0,26         |
| 5  | Вірмени        | 2365           | 0,13         |
| 6  | Німці          | 2066           | 0,11         |
| 7  | Чуваші         | 1148           | 0,06         |
| 8  | Азербайджанці  | 877            | 0,05         |
| 9  | Мордва         | 739            | 0,04         |
| 10 | Башкири        | 726            | 0,04         |
| 11 | Чеченці        | 469            | 0,02         |
| 12 | Осетини        | 374            | 0,02         |
| 13 | Казахи         | 352            | 0,02         |
| 14 | Марійці        | 349            | 0,02         |
| 15 | Удмурти        | 326            | 0,02         |
|    | Інші           | 35276          | 1,94         |
|    | Усього         | 1815210        | 100,00       |

У 2010 році

### Українська мова у республіках та автономних округах Росії
| Регіон                            | українці | Уд. вага (%) | володіють українською мовою 2002 | Уд. вага (%) |
| --------------------------------- | -------- | ------------ | -------------------------------- | ------------ |
| Адигея                            | 9091     | 2,03         | 6200                             | 1,38         |
| Алтай                             | 1437     | 0,71         | 891                              | 0,44         |
| Башкортостан                      | 55249    | 1,35         | 25719                            | 0,63         |
| Бурятія                           | 9585     | 0,98         | 6376                             | 0,65         |
| Дагестан                          | 2869     | 0,11         | 3421                             | 0,13         |
| Інгушетія                         | 189      | 0,04         | 259                              | 0,06         |
| Кабардіно-Балкарія                | 7592     | 0,84         | 5262                             | 0,58         |
| Калмикія                          | 2505     | 0,86         | 1608                             | 0,55         |
| Карачаєво-Черкесія                | 3331     | 0,76         | 2725                             | 0,62         |
| Карелія                           | 19248    | 2,69         | 11361                            | 1,59         |
| Комі                              | 62115    | 6,10         | 38825                            | 3,81         |
| Марій Ел                          | 5097     | 0,70         | 3765                             | 0,52         |
| Мордовія                          | 4801     | 0,54         | 3546                             | 0,40         |
| Північна Осетія                   | 5198     | 0,73         | 3914                             | 0,55         |
| Татарстан                         | 24016    | 0,64         | 18710                            | 0,50         |
| Тива                              | 832      | 0,27         | 543                              | 0,18         |
| Удмуртія                          | 11527    | 0,73         | 7620                             | 0,49         |
| Хакасія                           | 8360     | 1,53         | 4730                             | 0,87         |
| Чечня                             | 829      | 0,08         | 618                              | 0,06         |
| Чувашія                           | 6422     | 0,49         | 4726                             | 0,36         |
| Якутія                            | 34633    | 3,65         | 24053                            | 2,53         |
| Єврейська АО                      | 8483     | 4,44         | 3415                             | 1,79         |
| Агінский Бурятський АО            | 190      | 0,26         | 137                              | 0,19         |
| Комі-Перм'яцький АО               | 706      | 0,52         | 436                              | 0,32         |
| Коряцький АО                      | 1029     | 4,09         | 737                              | 2,93         |
| Ненецький АО                      | 1312     | 3,16         | 939                              | 2,26         |
| Таймирский (Долгано-Ненецький) АО | 2423     | 6,09         | 2027                             | 5,09         |
| Усть-Ординский Бурятський АО      | 1300     | 0,96         | 610                              | 0,45         |
| Ханти-Мансійський АО              | 123238   | 8,60         | 89517                            | 6,25         |
| Чукотський АО                     | 4960     | 9,22         | 3692                             | 6,86         |
| Евенкійский АО                    | 550      | 3,11         | 348                              | 1,97         |
| Ямало-Ненецький АО                | 66080    | 13,03        | 51790                            | 10,21        |

У 2010 році по всіх регіонах країни 